# Глушец (озеро, Черниговская область)
Глушец (укр. Глушець) — озеро (старица), расположенное на территории Деснянского района Черниговского горсовета (Черниговская область); крупнейшее озеро Чернигова. Главный объект гидрологического памятника природы местного значения — Озера Глушец. Площадь — 0,6 км².
Тип общей минерализации — пресное. Происхождение — речное (старица). Группа гидрологического режима — сточное.

## География
Длина — 3,1 км. Ширина наименьшая — 0,06 км, наибольшая — 0,1 км. Глубина средняя — м, наибольшая — 2 м. Озеро используется для рекреации, рыболовства и частично для нужд сельского хозяйства.
Озеро расположено в пойме (левый берег) Десны: на юге Деснянского района Черниговского горсовета, непосредственно севернее административной границы с Черниговским районом. Озерная котловина вытянутой изогнутой (разомкнутая петля) формы. Озеро образовалось путём изменения меандрированного русла реки Десна. Отделено от Десны пересыпью. Из озера вытекает река, впадающая в Угорь (приток Десны). В период половодья соединяется протоками с озёрами, расположенными севернее, Магистратское и Лопуховатое.
Берега пологие. Берега зарастает прибрежной растительностью (тростник обыкновенный), а водное зеркало — водной (роголистник погружённый, кубышка жёлтая, виды рода рдест). Северные берега заняты лиственным лесом, который на северо-западе тянется к Десне, южные — пойменными лугами. Южные берега песчаные, северные — заболоченные. Дно озера устлано илисто-песчаными отложениями.
Питание: дождевое и грунтовое, частично путём сообщения с Десной. Зимой замерзает.
На берегу озера (внутренняя часть северо-восточного изгиба озёрной котловины) расположен памятник археологии вновь выявленный — поселение «Глушец» (XIII—XIV тыс. до н. э.) площадью 2,64 га с охранным № 6553.
Между озёрами Глушец и Комаровка (вне границы города Чернигова) расположен памятник археологии — поселение «Селище» (XII-XIII века).

## Природа
В озере водятся карась, окунь, щука, линь, верховодка и прочие. Является местом гнездования птиц.